# Steganopsis tripunctifacies
Steganopsis tripunctifacies är en tvåvingeart som beskrevs av Malloch 1940. Steganopsis tripunctifacies ingår i släktet Steganopsis och familjen lövflugor. Inga underarter finns listade i Catalogue of Life.